# Vilhelm Kyhn
Peter Vilhelm Carl Kyhn (født 30. marts 1819 i København, død 11. maj 1903) var en dansk landskabsmaler.
Han kom først i handelslære, derfra i kobberstikkerlære, men brugte samtidig Kunstakademiet fra 1836 og blev elev på modelskolen 1840, hvor han vandt den lille sølvmedalje. Samme år begyndte han at udstille i landskabsfaget, som han havde tillært sig på egen hånd.
I 1845 vandt han den Neuhausenske Præmie, og i 1848 tildeltes han akademiets rejseunderstøttelse. På grund af de urolige forhold i Europa på det tidspunkt fik han imidlertid lov til at udsætte sin rejse til 1850. Året efter fik han stipendiet fornyet, så han kunne tilbringe to år i Frankrig og Italien.
I perioden fra ca. 1865 til 1895 drev Kyhn en private tegne- og malerskole for kvinder. Blandt hans mere kendte elever var Anna Ancher, Johanne Krebs, Emilie Mundt, Marie Luplau, Emmy Thornam, Nielsine Petersen og Pauline Thomsen. Flere af disse var repræsenteret på kunstudstillingen Kvindernes Udstilling fra Fortid og Nutid i 1895.
I 1870 blev han medlem af Akademiet og udtrådte i 1882. I 1887 blev han dog medlem af Akademiets plenarforsamling. Mens han var medlem af Akademiet, blev han slået til Ridder af Dannebrog i 1879.
Kyhn udstillede sit første billede Bornholmsk Strandparti, som straks blev købt af Den Kongelige Malerisamling, der siden hen aftog yderligere ni af hans billeder. Han er rigt repræsenteret i offentlige og private samlinger.

## Billeder
| - Vilhelm Kyhn portrætteret - Vilhelm Kyhn af Lorenz Frølich, ca. 1851 - Vilhelm Kyhn, 1866 af ukendt - Af Budtz Müller & Co, før 1884 - Af Ludovica Thornam, uklar datering før 1896 - Fiberygende. Af Anna Ancher, 1903 |

| - Værker af Vilhelm Kyhn - Lyseklippen ved Rø på Bornholm, 1843 – "Bornholmsk Strandparti" - Skovparti ved Silkeborg, 1845 - Motiv fra Capri, 1850 - Landskab i Savoyen med kvinder som vasker i floden, 1850 - Vinteraften i en skov, 1853 - En sommerdag. Motiv fra Horneland ved Fåborg, 1869 - Stranden ved Kandestederne, 1877 - Præstegården i Greve, 1877 - Ved Isefjorden, 1883 ARoS |